# Perissus laetus
Perissus laetus är en skalbaggsart som beskrevs av Auguste Lameere 1893. Perissus laetus ingår i släktet Perissus och familjen långhorningar.
Artens utbredningsområde är:
- Laos.
- Myanmar.

Inga underarter finns listade i Catalogue of Life.